# 纤序柳
纤序柳（学名：Salix araeostachya）是杨柳科柳属的植物。分布在尼泊尔、印度以及中国大陆的云南等地，生长于海拔200米至1,800米的地区，见于山坡上，目前尚未由人工引种栽培。